# Middle Crater
Middle Crater är ett berg i Antarktis. Det ligger i Östantarktis. Nya Zeeland gör anspråk på området.
Terrängen runt Middle Crater är platt söderut, men åt nordost är den kuperad. Havet är nära Middle Crater åt sydväst. Trakten är glest befolkad. Närmaste befolkade plats är McMurdo Station, 1,5 kilometer öster om Middle Crater. 